# Гардан (кантон)
Гарда́н (фр. Gardanne) — кантон во Франции, находится в регионе Прованс — Альпы — Лазурный Берег, департамент Буш-дю-Рон. Входит в состав округа Экс-ан-Прованс.
Код INSEE кантона — 1310. Всего в кантон Гардан входит 4 коммуны, из них главной коммуной является Гардан.
Население кантона на 2008 год составляло 44 811 человек.

## Коммуны кантона
| Коммуна        | Население, чел. (1999) | Почтовый индекс | Код INSEE |
| -------------- | ---------------------- | --------------- | --------- |
| Бук-Бель-Эр    | 12 297                 | 13320           | 13015     |
| Гардан         | 19 344                 | 13120           | 13041     |
| Миме           | 4151                   | 13105           | 13062     |
| Симьян-Коллонг | 5272                   | 13109           | 13107     |